# Gung Ho (stripreeks)
Gung Ho is een Franse stripreeks die begonnen is in september 2013 met Benjamin Von Eckartsberg als schrijver en Thomas von Kummant als tekenaar.

## Verhaal
Gung Ho is een postapocalyptische strip, waarin het wel en wee van twee broers voorop staat. Het verhaal speelt zich af in een versterkte stad, kolonie nummer 16 genoemd, waar de bevolking zich tegen de rippers verschuilen met zware wapens. De rippers zijn wrede dieren die op ijsberen lijken en enkel dood en verderf met zich meebrengen in de buitengebieden. Men komt alleen naar buiten om de stad te bevoorraden. Elders zijn meer kolonies, en er lijkt een centraal orgaan te zijn dat de koloniën bevoorraden. Als de bevoorrading van de stad hapert ontstaat een crisissituatie die verergert als de jongeren van de stad zich afzetten tegen de oude generatie.

## Albums
Alle albums zijn geschreven door Benjamin Von Eckartsberg en getekend door Thomas von Kummant.
| Nummer | Titel          | Uitgever(s) |
| ------ | -------------- | ----------- |
| 1      | Zwarte schapen | Strip2000   |
| 2      | Kortsluiting   | Strip2000   |
| 3      | Sexy Beast     | Strip2000   |
| 4      | Woede          | Strip2000   |
| 5      | Witte dood     | Strip2000   |